# Документальний фільм
Документальний фільм — фільм, в основу якого покладені знімання справжніх подій та осіб. Темою для документальних фільмів найчастіше стають історичні події, культурні та соціальні явища, відомі особистості та товариства.

### Завдання документалістики
- Засіб навчання і освіти
- Дослідження (географічне, зоологічне, історичне, етнографічне тощо)
- Пропаганда (науки, технології, релігії)
- Хроніка (тривале спостереження за подією, репортаж)
- Публіцистика

## Деякі документальні фільми
- Людина з кіноапаратом (1929) — один з найвпливовіших документальних фільмів в історії кінематографу. Влітку 2014 року, британським часописом Sight & Sound, було вперше проведено опитування видатних кіно-митців, для складання рейтингу документальних фільмів. Найкращим документальним фільмом світу усіх часів, було названо саме «Людину з кіноапаратом» одесита Дзиґи Вертова, де здебільшого показано життя України часів НЕП-у[1].
- Чорнобиль — Хроніка важких тижнів (1987) — документальна хроніка ліквідації Чорнобильської трагедії, автор якої помер від променевої хвороби.
- Невідома Україна (1993—1996) — цикл українських документальних фільмів, присвячених історії України.
- Обрані часом (1996—2007) — цикл документальних фільмів кіностудії «Контакт», присвячених життю видатних особистостей, народжених в Україні.
- Між Гітлером і Сталіном — Україна в II Світовій війні (2004)
- Собор на крові (2006)
- Англійський хірург (2007)
- Друга світова в HD кольорі — 13-ти серійний документальний фільм, що оповідає про основні події II СВ (2009)
- Золотий вересень. Хроніка Галичини 1939—1941 (2010)
- УПА. Галицькі месники (2012) — історично-документальний фільм про діяльність УПА.
- 1941. Заборонена правда (2013)
- 20 днів у Маріуполі (2023)

## Суміжні кіножанри
- Природничий фільм
- Псевдодокументальний фільм
- Доку-фікшн
- Мок'юментарі